# پیشاهنگی برای پسران (کتاب)
کتاب پیشاهنگی برای پسران: راهنمای آموزش شهروندی خوب (انگلیسی: Scouting for Boys: A handbook for instruction in good citizenship) کتابی دربارهٔ آموزش پیشاهنگی است که از سال ۱۹۰۸ در نسخه‌های مختلف منتشر شده است. نسخه‌های اولیه توسط رابرت بی‌دن-پاول نوشته و تصویرگری شده بود، اما بعدها نسخه‌های جدیدتر توسط دیگران بازنویسی شد. این کتاب در ابتدا یک راهنمای خودآموز بود برای مشاهده، ردیابی و مهارت‌های طبیعت‌گردی، همراه با آموزش خودلگامی و رشد فردی. همچنین دربارهٔ امپراتوری بریتانیا و وظایف شهروندی صحبت می‌کرد و شامل داستان‌ها و تجربیات شخصی نویسنده بود. کتاب پر از توصیه‌های اخلاقی و اشاره به ماجراهای خود نویسنده است. این نوشته بر اساس تجربیات دوران کودکی نویسنده، همکاری‌اش با گروه کادتی‌های مافکینگ در طول جنگ بوئر دوم و اقامت او در اردوگاه جزیره براونسیا در انگلستان شکل گرفته است.